# Чемпіонат світу з футболу 1978 (кваліфікаційний раунд, плей-оф КОНМЕБОЛ — УЄФА)
Формат відбору на чемпіонат світу з футболу 1978 передбачав, що найгірша команда Фінального Раунду відборкового турніру КОНМЕБОЛ і переможець Групи 9 відборкового турніру УЄФА розігрували одну путівку до фінальної частини світової першості в рамках матчів плей-оф між собою. Учасниками цього плей-оф стали відповідно збірні Болівії та Угорщини.
Плей-оф складався із двох ігор, по одній на полі кожного із суперників, проте його доля була за великим рахунком визначена вже за результатами першої гри, яка завершилася перемогою європейської команди із рахунком 6:0. За місяць відбулася гра у відповідь, у якій болівійці виглядали вже не так безпорадно, утім також поступилися, цього разу із рахунком 2:3.

## Учасники
| Команда  | Конфедерація | Кваліфікація                      |
| -------- | ------------ | --------------------------------- |
| Угорщина | УЄФА         | Переможець Групи 9                |
| Болівія  | КОНМЕБОЛ     | Останнє місце у Фінальному Раунді |

## Деталі матчів

### Перший матч
| 29 жовтня 1977 Перший матч |

| Угорщина                                                                      | 6–0      | Болівія |
| ----------------------------------------------------------------------------- | -------- | ------- |
| - Нілаші 12' - Теречик 19' - Зомборі 22' - Вараді 27' - Пінтер 39' - Надь 81' | Протокол |         |

| Непстадіон Глядачів: 60,000 Арбітр: Рамон Баррето (Уругвай) |

| Угорщина | Болівія |

| ВР               |  | Шандор Гуйдар  |  |     |
| ЗХ               |  | Йожеф Тот      |  |     |
| ЗХ               |  | Петер Терек    |  |     |
| ЗХ               |  | Золтан Керекі  |  |     |
| ЗХ               |  | Іштван Кочиш   |  |     |
| ПЗ               |  | Шандор Зомборі |  |     |
| ПЗ               |  | Шандор Пінтер  |  |     |
| ПЗ               |  | Ласло Фазекаш  |  | 67' |
| НП               |  | Тібор Нілаші   |  | 78' |
| НП               |  | Бела Вараді    |  |     |
| НП               |  | Андраш Теречик |  |     |
| Заміни:          |  |                |  |     |
| НП               |  | Ласло Пустаї   |  | 67' |
| ПЗ               |  | Ласло Надь     |  | 78' |
| Головний тренер: |  |                |  |     |
| Лайош Бароті     |  |                |  |     |

| ВР               |  | Артуро Галарса     |  |     |
| ЗХ               |  | Віктор Вільялон    |  |     |
| ЗХ               |  | Едуардо Ангуло     |  |     |
| ЗХ               |  | Пене Таррітолай    |  |     |
| ПЗ               |  | Карлос Арагонес    |  |     |
| ПЗ               |  | Овідіо Месса       |  | 80' |
| ПЗ               |  | Мігель Агілар      |  |     |
| ПЗ               |  | Пабло Бальдів'єсо  |  |     |
| ПЗ               |  | Ервін Ромеро       |  |     |
| ПЗ               |  | Віндзор дель Льяно |  |     |
| НП               |  | Луїс Бастіда       |  | 46' |
| Заміни:          |  |                    |  |     |
| НП               |  | Хуан Карлос Санчес |  | 46' |
| ПЗ               |  | Фредді Варгас      |  | 80' |
| Головний тренер: |  |                    |  |     |
| Едвард Фірба     |  |                    |  |     |

### Другий матч
| 30 листопада 1977 Другий матч |

| Болівія                      | 2–3      | Угорщина                                        |
| ---------------------------- | -------- | ----------------------------------------------- |
| Арагонес 45+2' (пен.), 90+4' | Протокол | - Теречик 37' - Галас 43' - Дель Льяно 84' (аг) |

| Стадіон імені Ернандо Сілеса Глядачів: 46,583 Арбітр: Чарльз Корвер (Нідерланди) |